# Lijst van Nederlandse Canadezen
Dit is een lijst van Nederlandse Canadezen. Het zijn voornamelijk immigranten die zich na de Tweede Wereldoorlog in Canada hebben gevestigd.

## Sporters
- Evert van Benthem (1958), schaatser, winnaar Elfstedentocht in 1985 en 1986[1]

- Ted-Jan Bloemen (1986), langebaan schaatser, wereldrecordhouder 10.000m 2015
- Petra Burka (1946), olympisch schaatser
- Arne Dankers (1980), schaatser
- Trevor Linden (1970), ijshockeyer
- Beorn Nijenhuis (1984), schaatser
- John van 't Schip (1963), voetballer
- Eric Staal (1984), ijshockeyer
- Jordan Staal (1988), ijshockeyer

## Politici
- Ted Nebbeling (1944-2009)

## Acteurs
- Nicole de Boer (1970)
- Neve Campbell (1973)
- Cobie Smulders (1982)
- Kristin Kreuk (1982)
- Laura Vandervoort (1984)

## Anderen
- Sidney van den Bergh (1929), astronoom
- Dorothy Stratten (1960-1980), actrice en model